# Partîzanske, Jovtnevîi
Partîzanske (în ucraineană Партизанське) este localitatea de reședință a comunei Partîzanske din raionul Jovtnevîi, regiunea Mîkolaiiv, Ucraina.

## Demografie
Componența lingvistică a localității Partîzanske
     Ucraineană (91,51%)
     Rusă (5,66%)
     Română (1,73%)
     Alte limbi (0,16%)
Conform recensământului din 2001, majoritatea populației localității Partîzanske era vorbitoare de ucraineană (91,51%), existând în minoritate și vorbitori de rusă (5,66%) și română (1,73%).